# ایرزینا
ایرزینا (به ایتالیایی: Irsina) یک کومونه در ایتالیا است که در استان ماترا واقع شده‌است.

## خصوصیات
ایرزینا ۲۶۲٫۲ کیلومترمربع مساحت و ۴٬۹۶۵ نفر جمعیت دارد و ۵۴۸ متر بالاتر از سطح دریا واقع شده‌است.

## خواهرخوانده
شهرهای ساسوئولو و Sant'Angelo del Pesco خواهرخوانده‌های ایرزینا هستند.